# 邱宝昌
邱宝昌（1965年4月—2020年9月），中国律师，硕士研究生学历，长于消费者维权领域。

## 生平
邱宝昌1994年开始从事律师工作，曾担任北京市法学会电子商务法治研究会会长、中国消费者协会理事、北京市消费者权益保护法学会常务副会长、北京市东城区政协委员等职务。邱宝昌长于消费者维权领域，以多次代理相关维权案件而闻名。除参与维权诉讼外，邱宝昌还曾参与过《消费者权益保护法》《民事诉讼法》《物权法》《反垄断法》《食品安全法》《电子商务法》等法律的立法、修订工作。
2020年9月25日，邱宝昌在出席活动回家后便失去联系；28日警方破门发现其遗体，经鉴定为突发疾病离世，排除刑事案件可能。